# Перемышляны
Перемышля́ны (укр. Перемишля́ни) — город во Львовском районе Львовской области Украины. Административный центр Перемышлянской городской общины.

## Географическое положение
Находится на реке Гнилая Липа.

## История
На этой территории уже в эпоху неолита (III тысячелетие до н. э.) существовали довольно большие по размерам земледельческие поселения трипольской культуры. Выявленные на территории самого города и в его окраинах глиняная посуда и орудия работы периода бронзы (II тысячелетие до н. э.) и раннежелезного времени (І тысячелетие до н. э.), а также могильник первых столетий н. э. свидетельствуют не только о постоянном заселении этого района, но и о стабильности основных видов занятий населения, которыми были земледелие и скотоводство. Можно лишь предположить, что здесь существовало поселение уже в первой четверти ІІ тысячелетие н. э.
В источниках конца XVI — начала XVII столетие Перемышляны упоминаются как большое село, которое часто испытывало нападения татар. В 1515 году татары существенным образом разрушили Перемышляны со всеми его укреплениями. В 1620 и 1626 годах происходили также очень опустошительные нападения татар. В те времена местечко принадлежало шляхтичам Уляницким, Поляновским, Куропатницким и другим польским землевладельцам. В 1623 году Перемышляны получили магдебургское право. Началось активное заселение города ремесленниками и мелкими торговцами. В конце XVII века Перемышляны уже были укрепленным городом с земляными валами и рвами, о чём свидетельствует Ульрих Вердум в 1671 году: «город с двумя церквами, обведенный земляными валами, на которых стоят деревянные стены, составленные из бревен…». К тому времени Перемышляны принадлежали коронному хорунжему Сенявскому. В городе действовал доминиканский монастырь и костел святых апостолов Петра и Павла, который возвели в 1645 году. В 1675 году город был в очередной раз разрушен татарской ордой настолько сильно, что польское правительство освободило жителей от уплаты налогов на 4 года.
В 1690-х годах в городе насчитывается уже около сотни дворов. Основное занятие жителей — хлебопашество, кузнечество, ткачество. В 1728 году была выдана новая магдебургская привилегия, которая подтверждалась в 1733 году. Она предоставляла право жителям Перемышлян изготовлять водку и пиво для собственных нужд, а местным купцам торговать любым товаром. В 1758 году в городе произошёл большой пожар. Для восстановления города правительство освобождает жителей Перемышлян от уплаты налогов на 3 года.
После первого раздела Речи Посполитой в 1772 году эти земли оказались в составе Австрийской империи. В следующие годы Перемышляны оставались небольшим провинциальным городком. В середине XIX века здесь было 372 двора и около 3000 жителей. Основным собственником Перемышлян был Альфред Потоцкий, которому принадлежало 647 гектаров земли. Перемышляны входили в Золочевский округ, а после 1860 года становятся уездным центром.
Перемышляны были заселены в основном поляками, хотя здесь были еврейская и русинская общины. В городе в конце XIX века действовала одна польская школа и частная школа пчеловодства. В 1909 году через селение была проложена железная дорога Львов — Потуторы (Подгайцы) что ускорило экономическое развитие. Перемышляны становятся одним из центров лесозаготовок.
После распада Австро-Венгрии Перемышляны заняли польские войска. С августа до сентября 1920 года селение занимала РККА, но после окончания советско-польской войны оно осталось в составе Тарнопольского воеводства Польши.
В сентябре 1939 года Перемышляны вошли в состав Украинской ССР СССР, но в 1941 году в ходе Великой Отечественной войны были оккупированы немецкими войсками.
В 1975 году здесь действовали кирпичный завод, мебельный комбинат, пищевой комбинат и молокозавод.
В 1984 году здесь была построена поликлиника (375 посещений за смену, архитектор П. Сметана).
В январе 1989 года численность населения составляла 7967 человек, основой экономики в это время являлись мебельный комбинат, приборостроительный завод «Модуль» и предприятия пищевой промышленности.
В мае 1995 года Кабинет министров Украины утвердил решение о приватизации находившихся в городе приборостроительного завода «Модуль», комбикормового завода, в июле 1995 года было утверждено решение о приватизации ремонтно-транспортного предприятия.

## Население
По данным переписи 2001 года, украинцы составляли 98,65 % населения Перемышлян.
На 1 января 2013 года численность населения города составляла 6874 человека.

### Языковой состав
Родной язык населения по данным переписи 2001 года:
| Язык       | Численность, чел. | Доля     |
| ---------- | ----------------- | -------- |
| Украинский | 7 439             | 99,20 %  |
| Другое     | 60                | 0,80 %   |
| Итого      | 7 499             | 100,00 % |

Украинский язык является основным и единственным официальным языком города.

## Транспорт
Город находится в 32 км от ближайшей железнодорожной станции Бобрка (линия Львов — Ивано-Франковск Львовской железной дороги)

## Достопримечательности
- Костел Петра и Павла
- Храм Святого Николая
- Памятник Тарасу Шевченко
- Памятник Богдану Хмельницкому
- Памятник Емельяну Ковчу

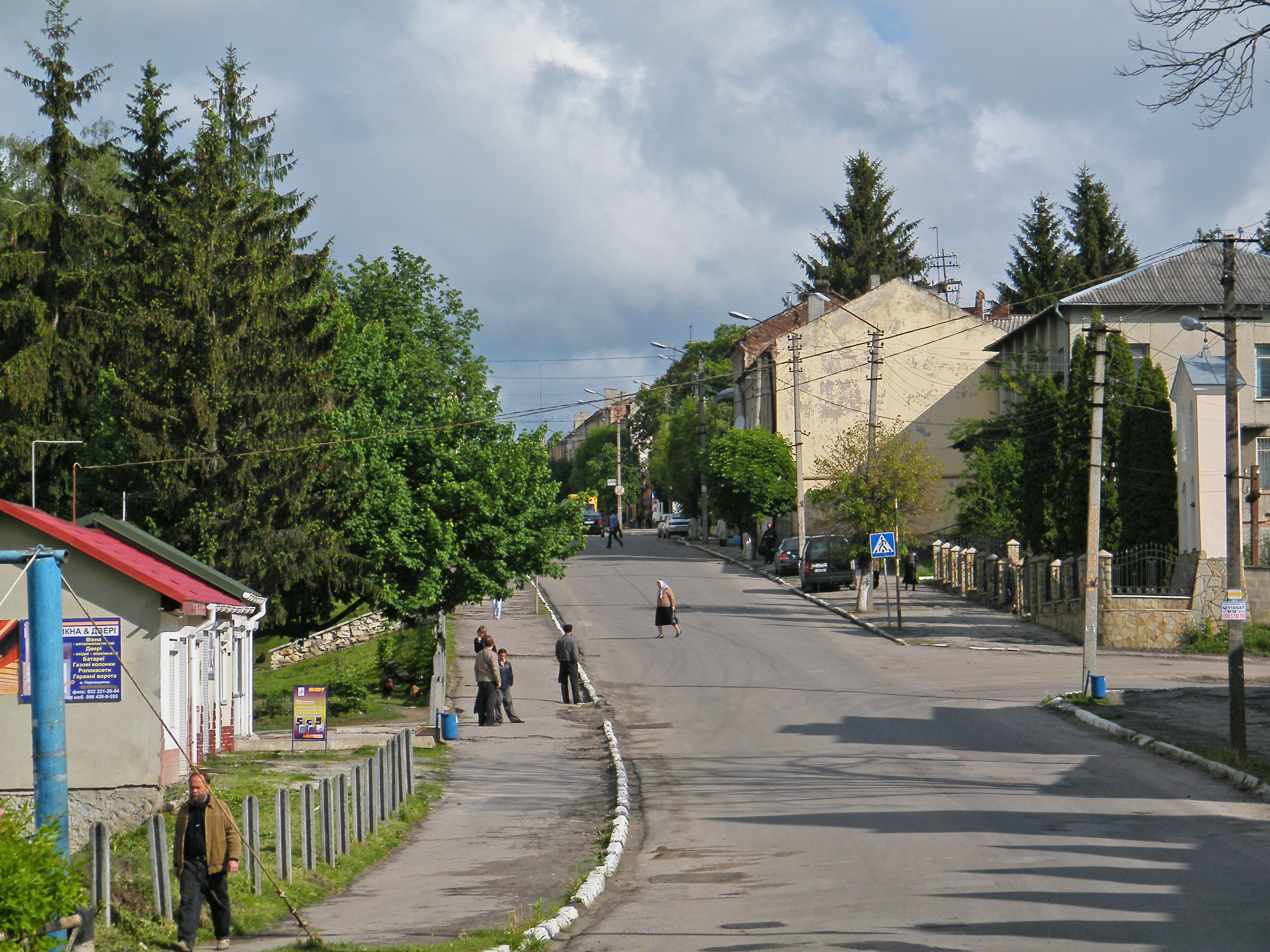
Главная улица
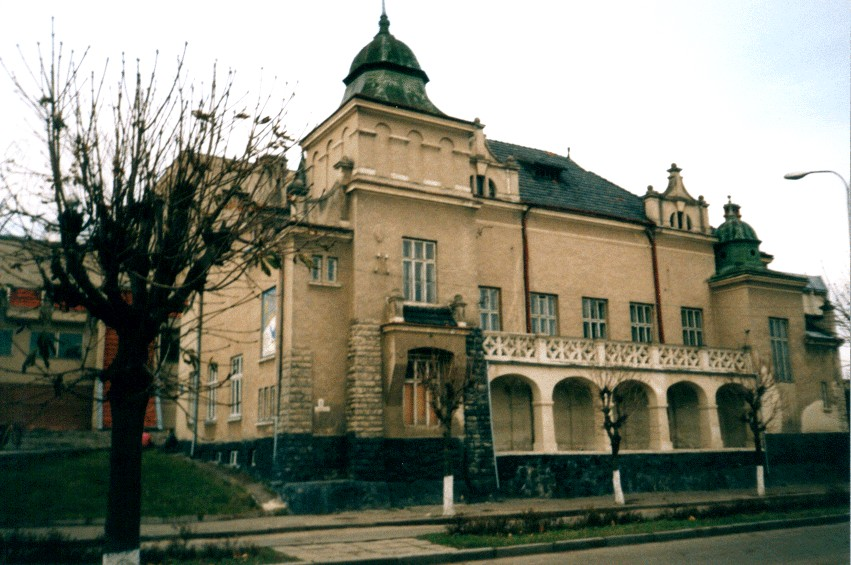
Старое здание
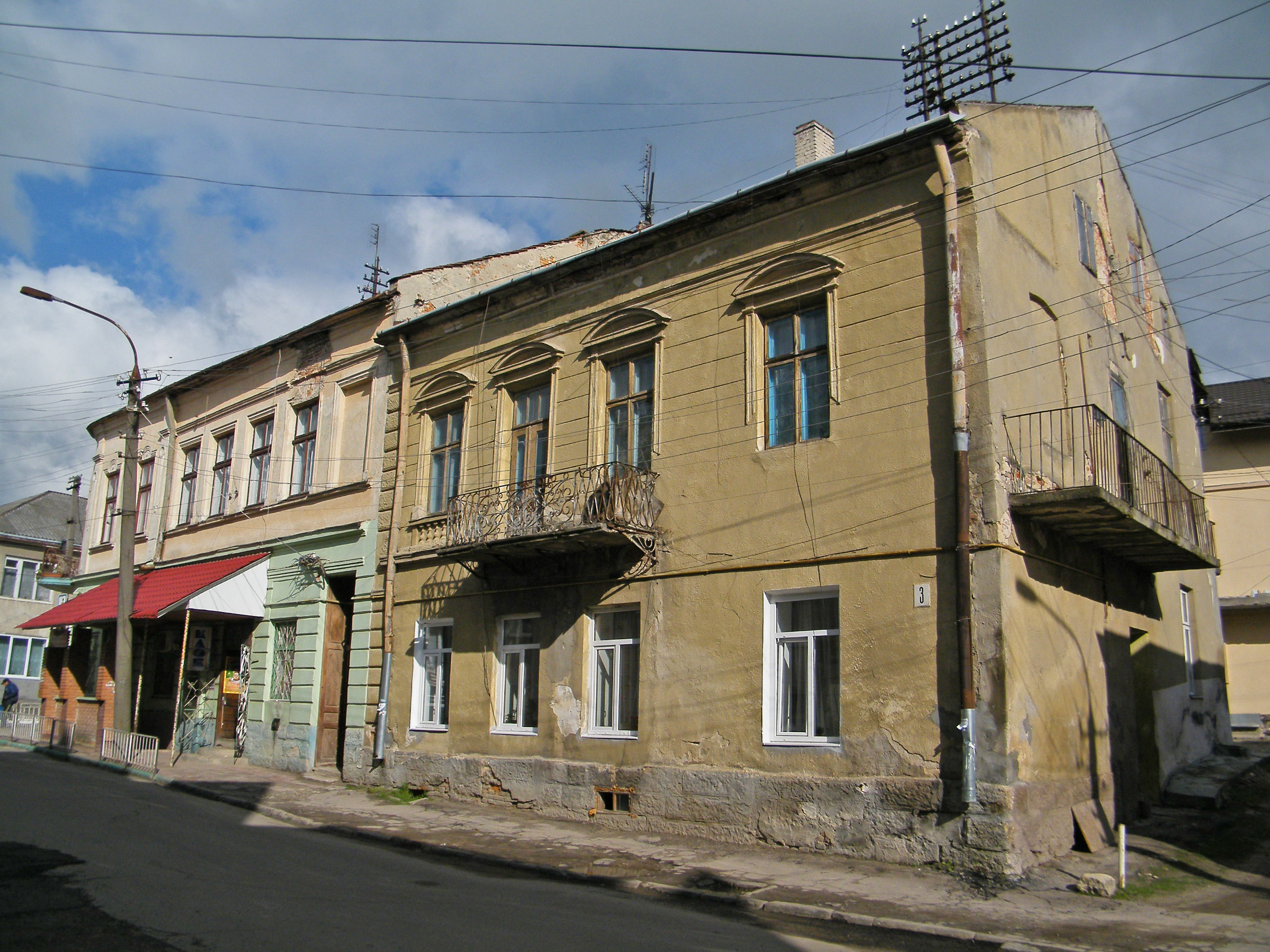
Старая застройка
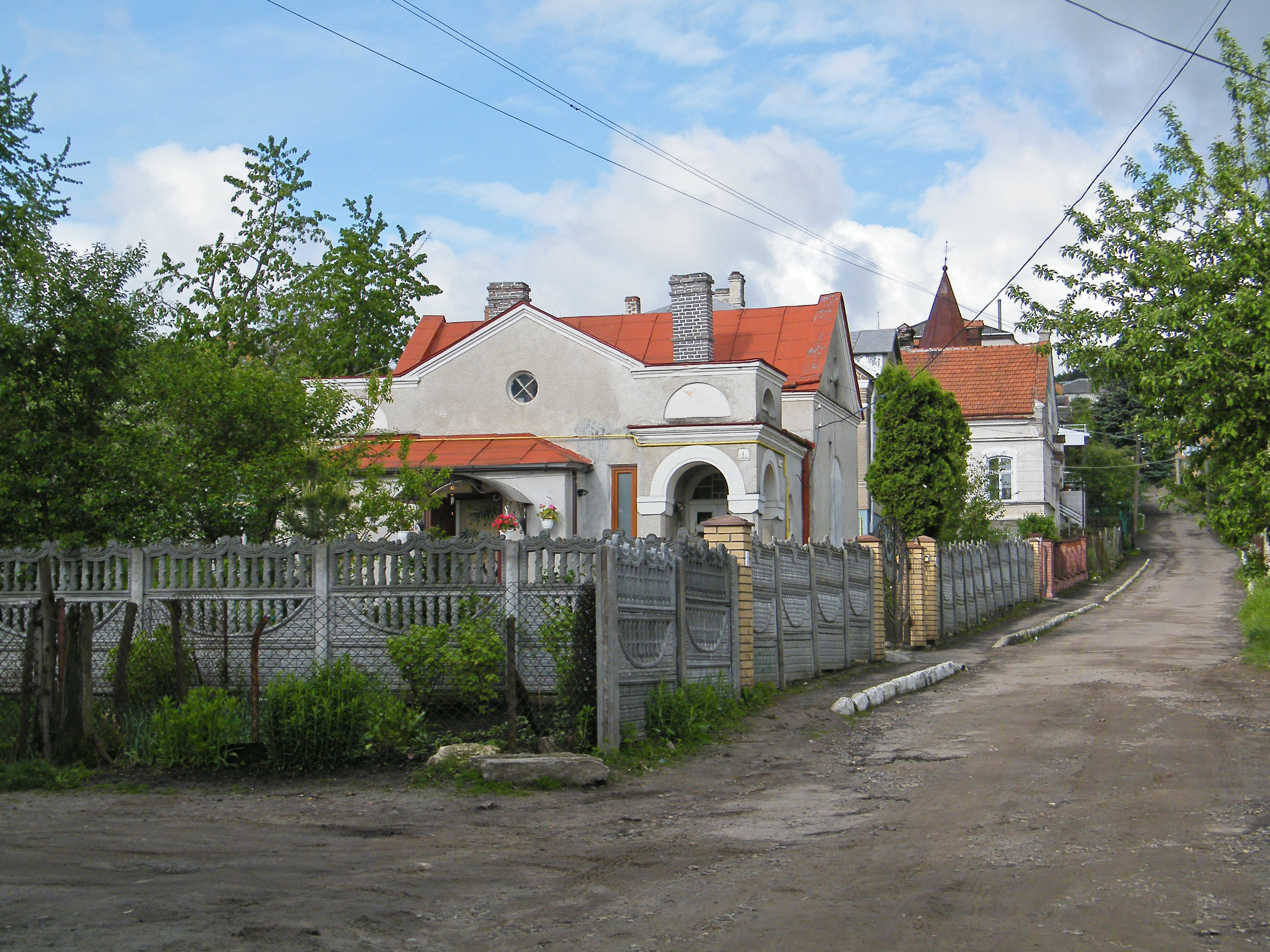
Частные дома
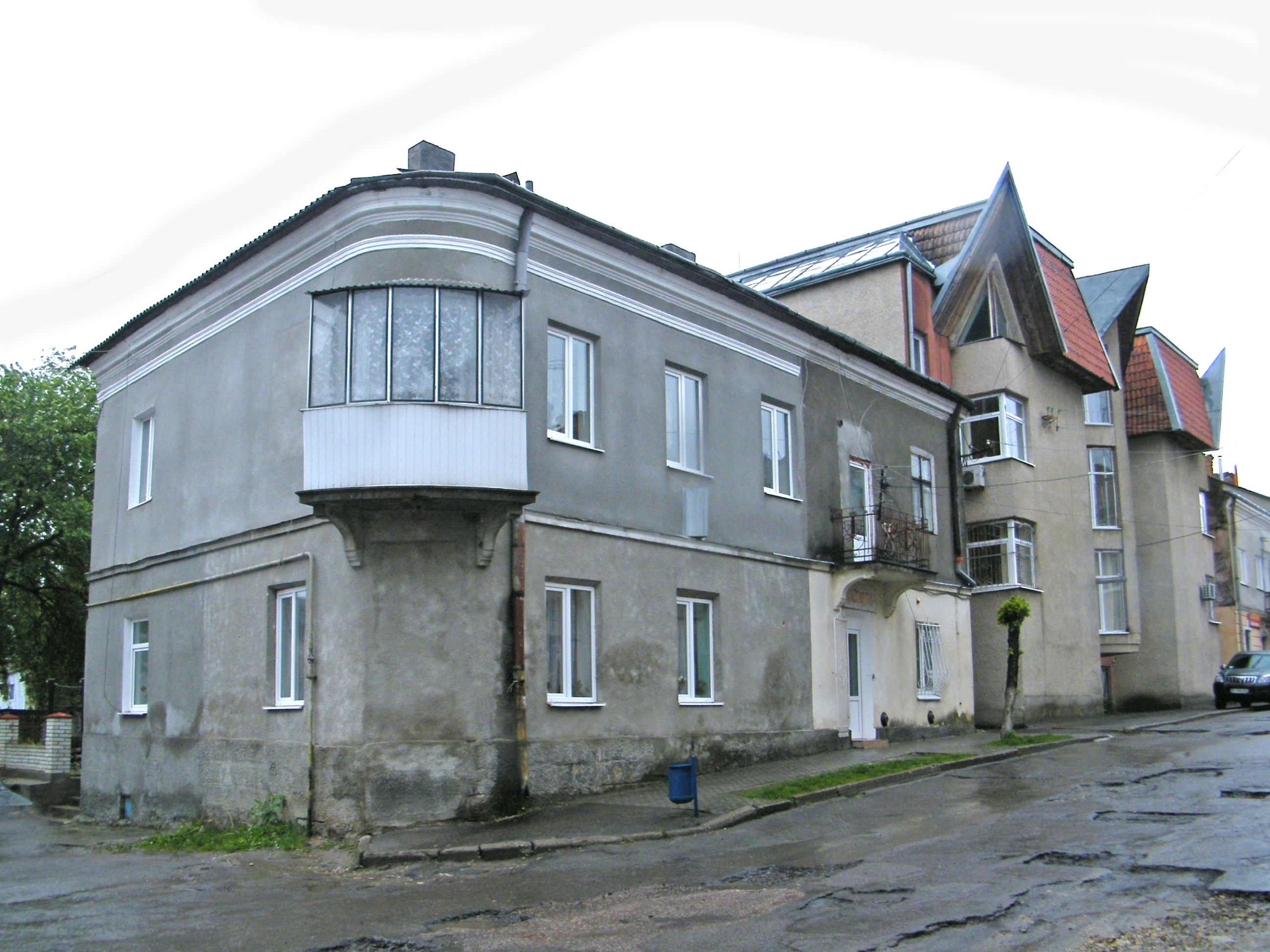
Улочка
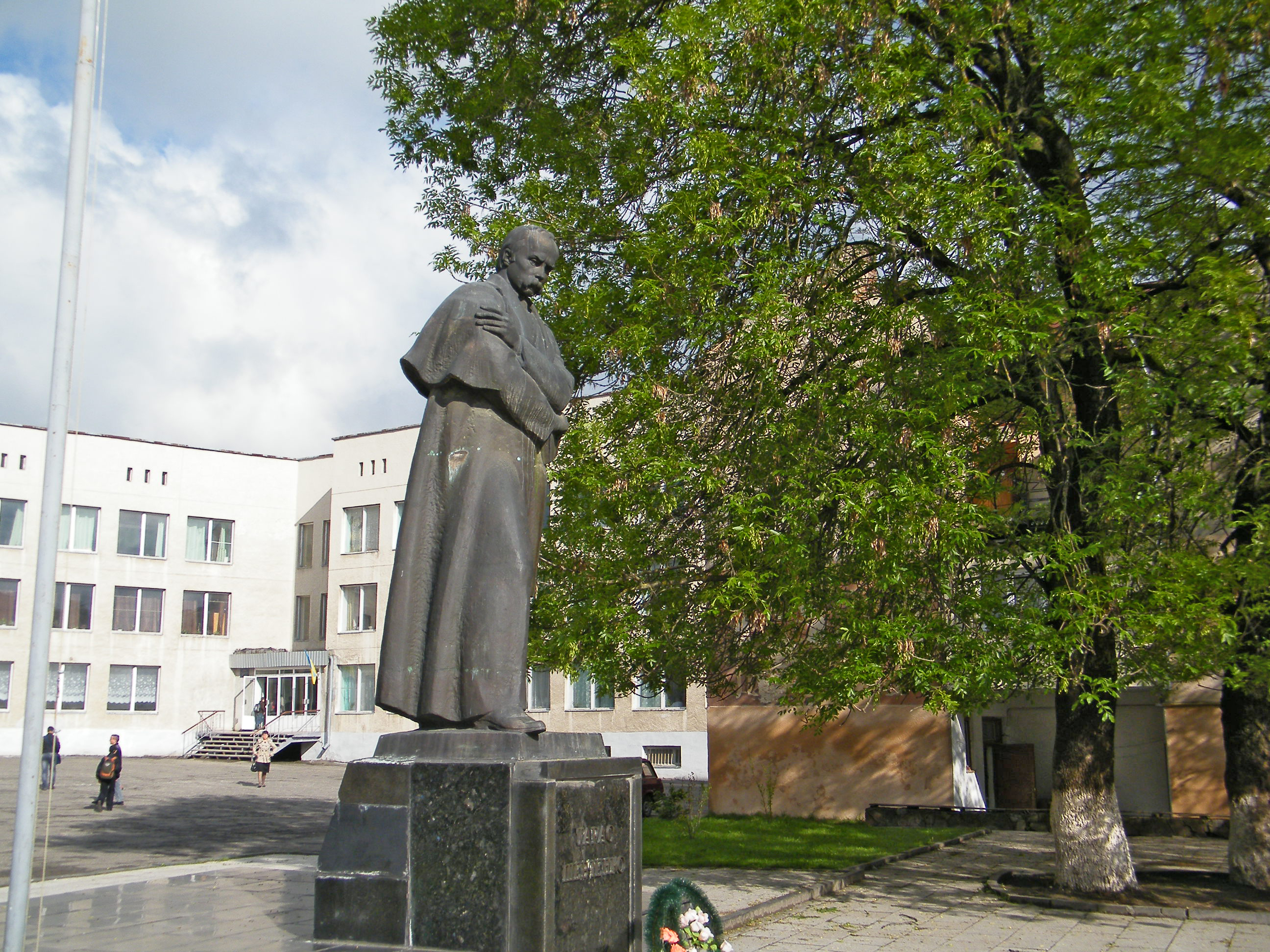
Памятник Тарасу Шевченко
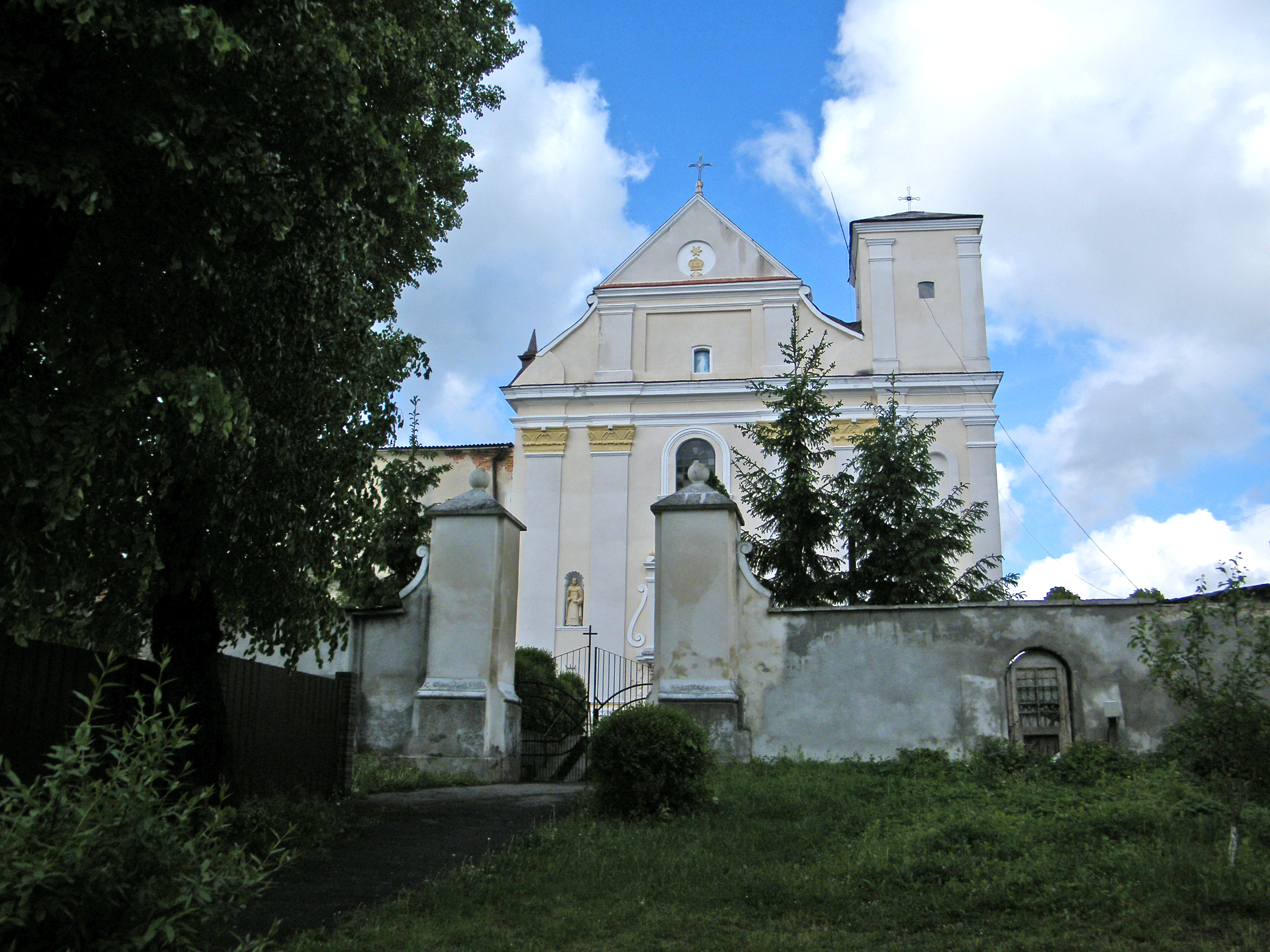
Петропавловский костел
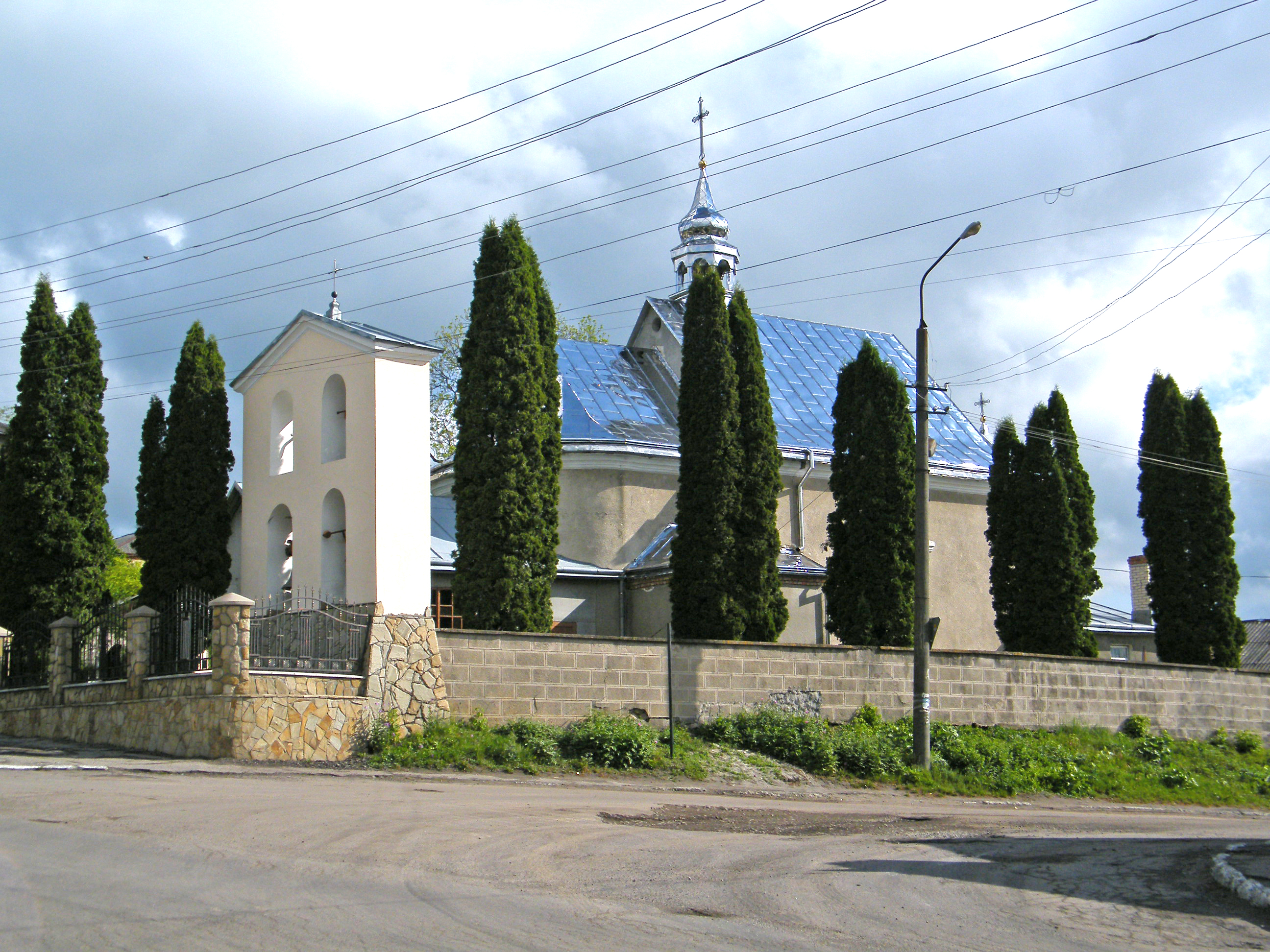
Церковь Святого Николая